# Ematión
Ematión (griego antiguo: Ἠμαθίων), rey de Arabia o Etiopía, es un personaje de la mitología griega. Ematión era hijo de Titono y Eos.
Fue muerto por Heracles porque cuando pasaba por Etiopía camino del jardín de las Hespérides, Ematión le quiso impedir el paso. Heracles entregó el reino de Etiopía a Memnón, el hermano de Ematión.
Otro Ematión, si es que no es el mismo que el anterior, es citado como hermano de Dárdano y como tal hijo de Zeus y Electra.